# دوج کلت
دوج کلت (Dodge Colt) خودرویی است که در اوکایاما کشور ژاپن تولید شده‌است.